# Tyrannus caudifasciatus
Tyrannus caudifasciatus là một loài chim trong họ Tyrannidae.